# Мечеть Хасана-паши в Пече
Мечеть Хасана-паши в Пече (венг. Jakováli Hasszán dzsámija)— мечеть начала XVII века в Пече, на юге Венгрии, построенная во времена господства Османской империи. Была названа в честь местного должностного лица, заказавшего мечеть, Хасан Паша из Якова. Мечеть работает и по сей день.

## История
Мечеть была построена спустя несколько лет после османского завоевания центральной Венгрии. Ее архитектор и точная дата строительства неизвестны. Несколько источников предполагают, что она была построена в конце XVI века, либо же в 1630-х годах. Мечеть была названа в честь ее благотворителя, Яковалы Хасан Паши, или Хасан Паши из Яковы (это может быть либо Джяковица в Косово, либо Джяково в современной Хорватии), участвовавшего в успешной осаде города Ора́дя в Румынии в 1660 году и защиты городов Печ и Канижа от войск Миклоша Зриньи в 1664 году. Также принимал участие в демаркации границ после Вашварского мира.
Мечеть использовалась около полувека, прежде чем была предположительно заброшена с конца 1686 года, когда Печ был захвачен австрийскими войсками, после чего служила госпиталем. Между 1702 и 1732 годами была преобразована в католическую часовню епископом Вильгельмом Францем фон Нессельроде. Минарет стал колокольней, в качестве звонницы использовался разрушенный шпиль, а интерьер мечети украшен барочной резьбой, которая тогда была в моде.
Мечеть была впервые отреставрирована в 60-х годах XX века, в частности, минарет был отремонтирован, а украшения в стиле барокко были удалены для восстановления первоначального вида. Вторая реставрация была проведена в 2000-х годах, когда город Печ стал Европейской столицей культуры в 2010 году.
Мечеть открыта для публики в определенные дни, кроме понедельников и пятниц, богослужения с 14:30 до 15:30. Её содержание финансируется за счет частных пожертвований, а также грантов турецкого государства. Постоянная экспозиция открылась в 2022 году.

## Архитектура
Мечеть имеет относительно простую структуру с квадратным основанием, увенчанным типичным турецким куполом и килевидными окнами. Как и все мечети, построена в сторону Мекки. Высота минарета составляет 22,5 м. Лестничный пролет ведет на вершину минарета, но из соображений устойчивости вход закрыт для посетителей. Когда-то балкон украшали каменные перила. Во время религиозных праздников минарет освещается масляными лампами.
В 2016 году перед мечетью была открыта статуя османского летописца Ибрахима Печеви (Ибрагима Печского) работы турецкого скульптора Метина Юрданура.

## Галерея

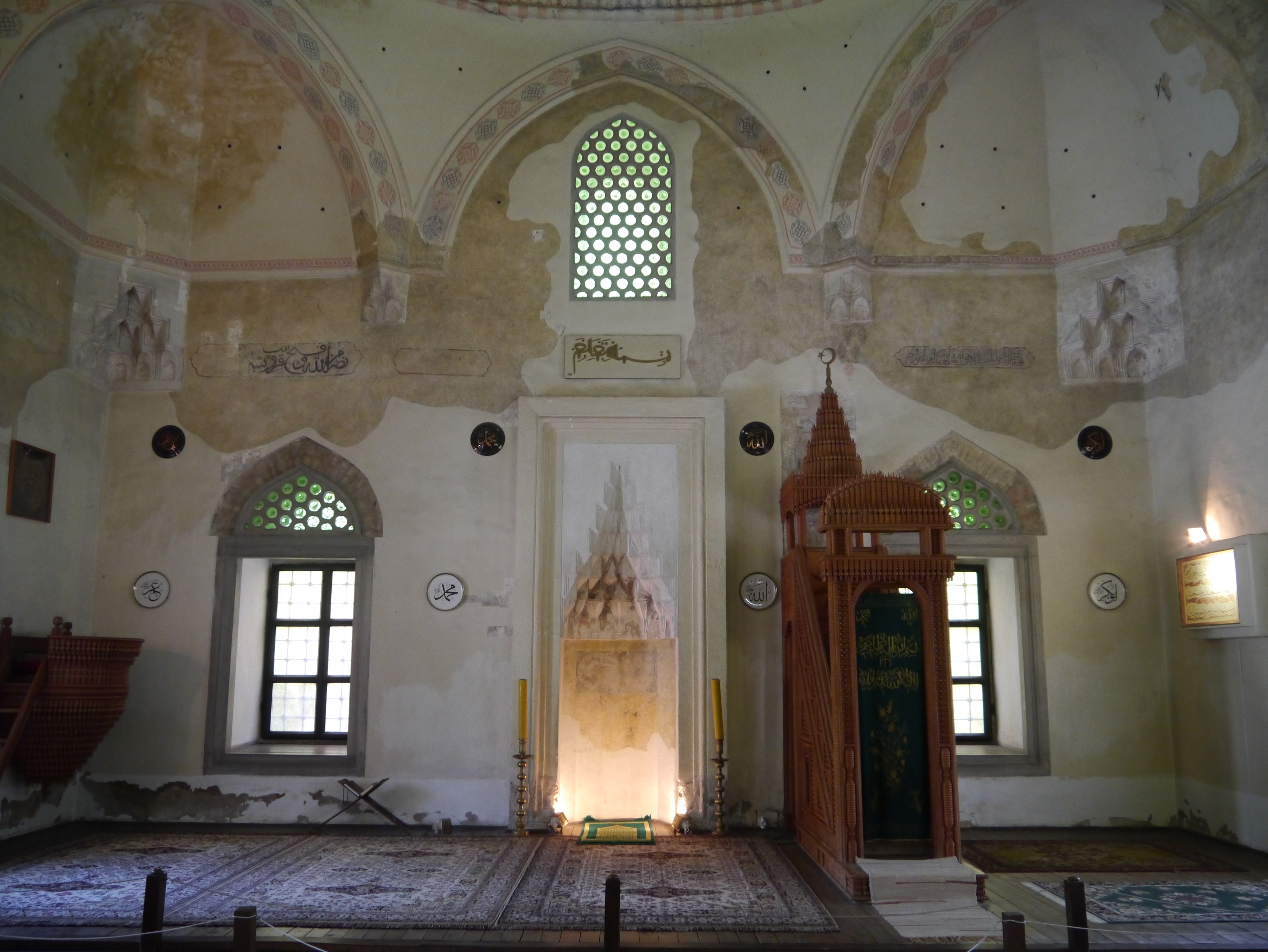
Главный молитвенный зал с михрабом в центре
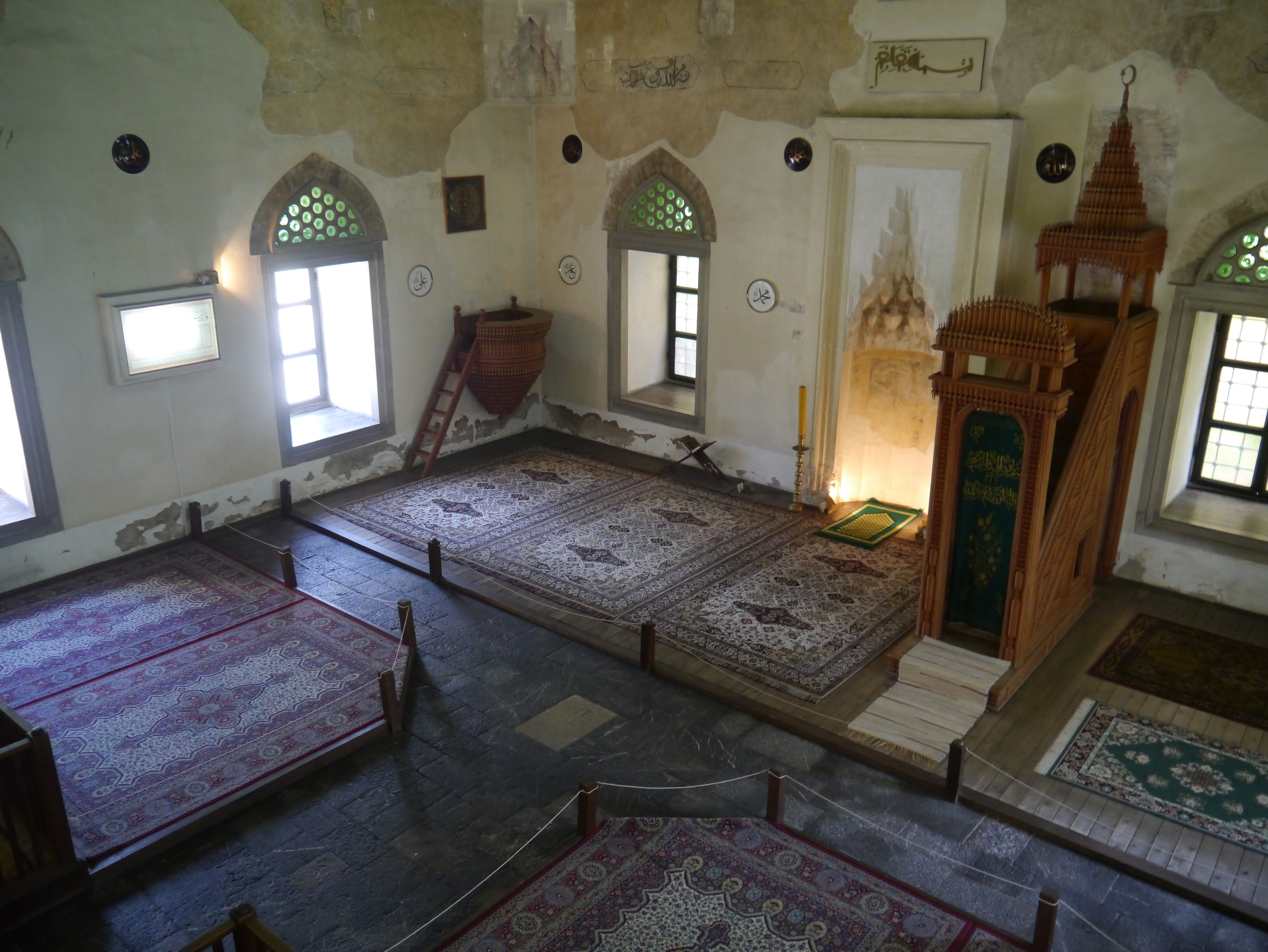
Другой вид на молитвенный зал с молитвенными ковриками
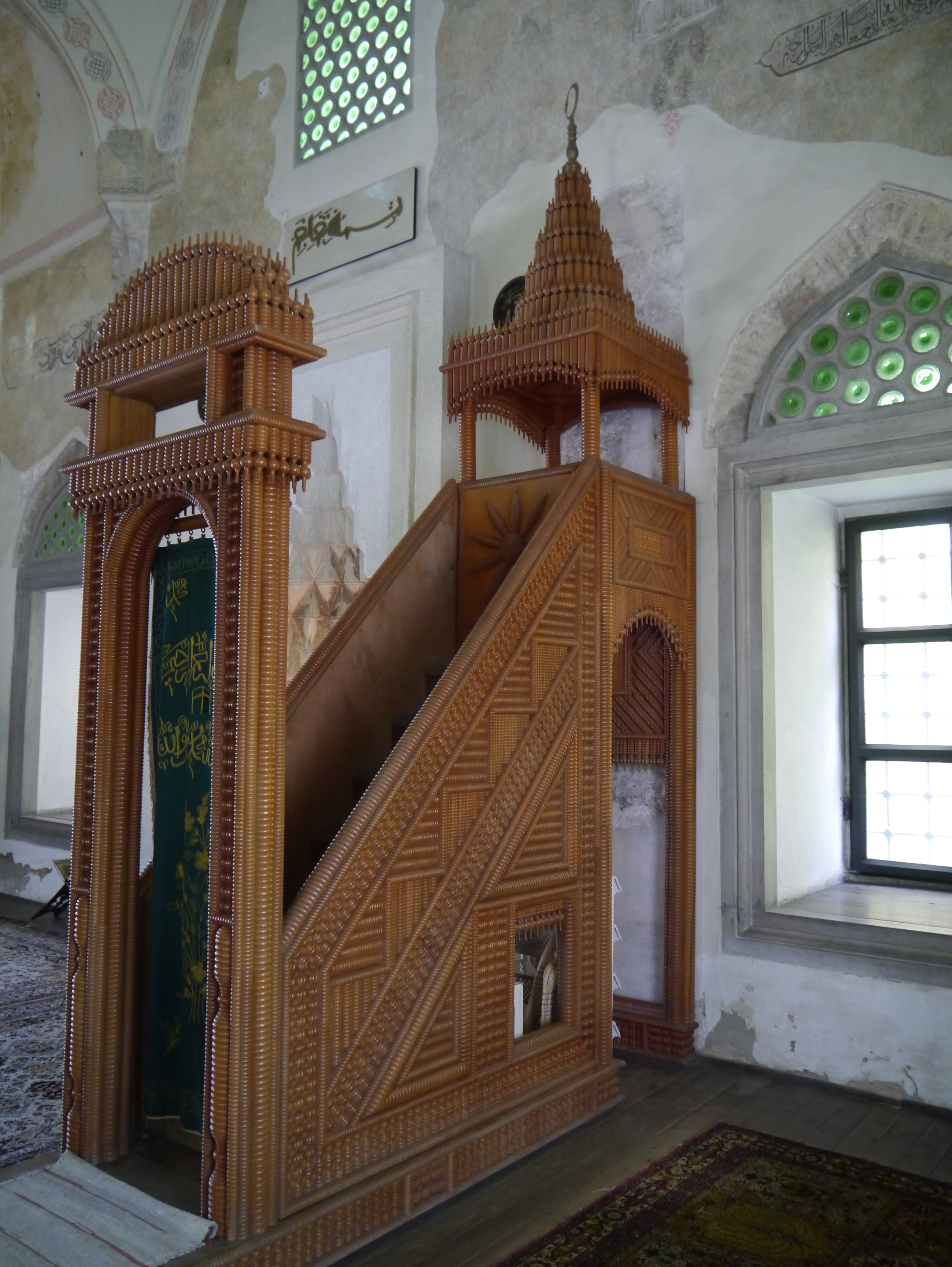
Минбар
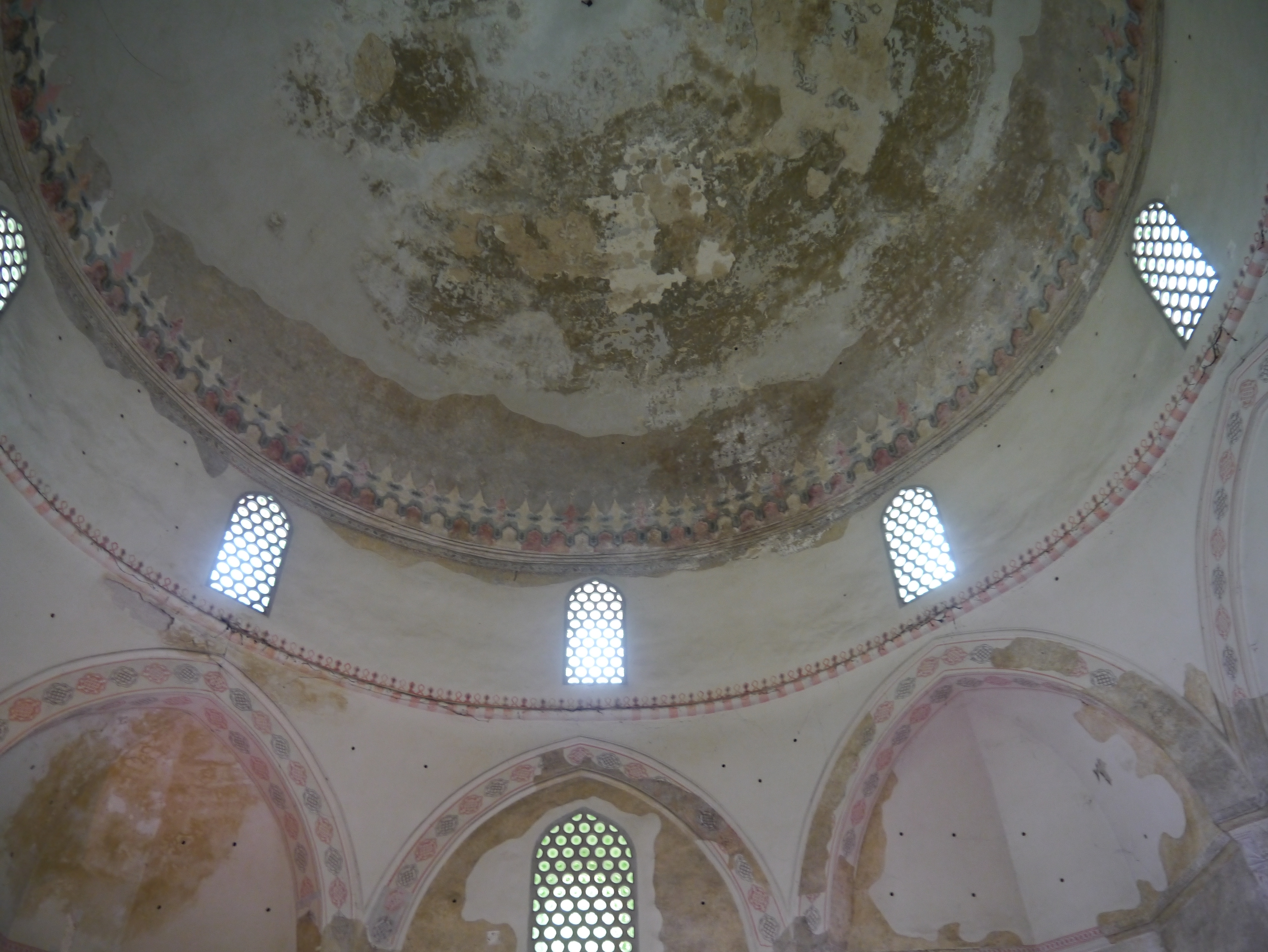
Интерьер купола
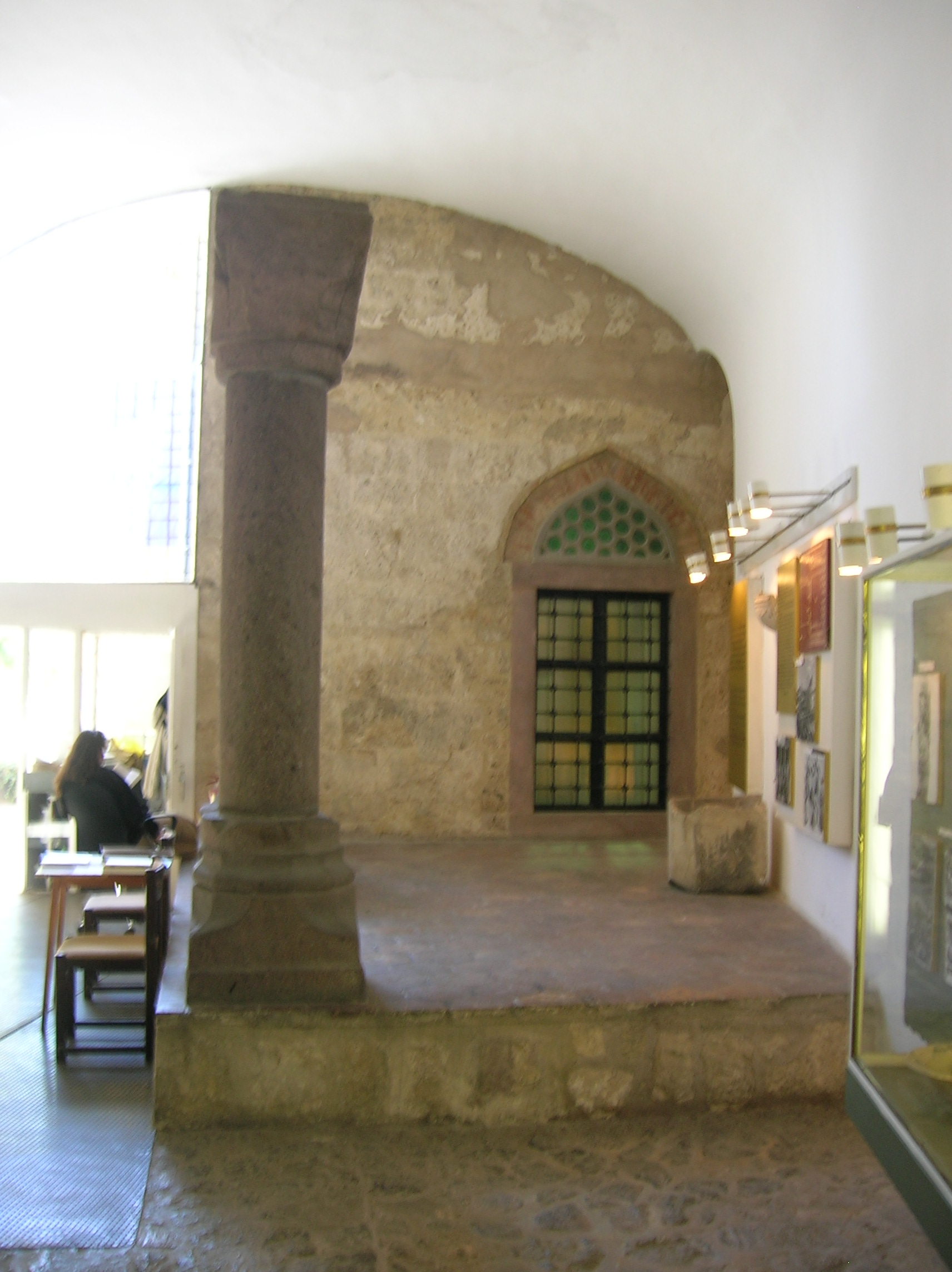
Выставочный уголок
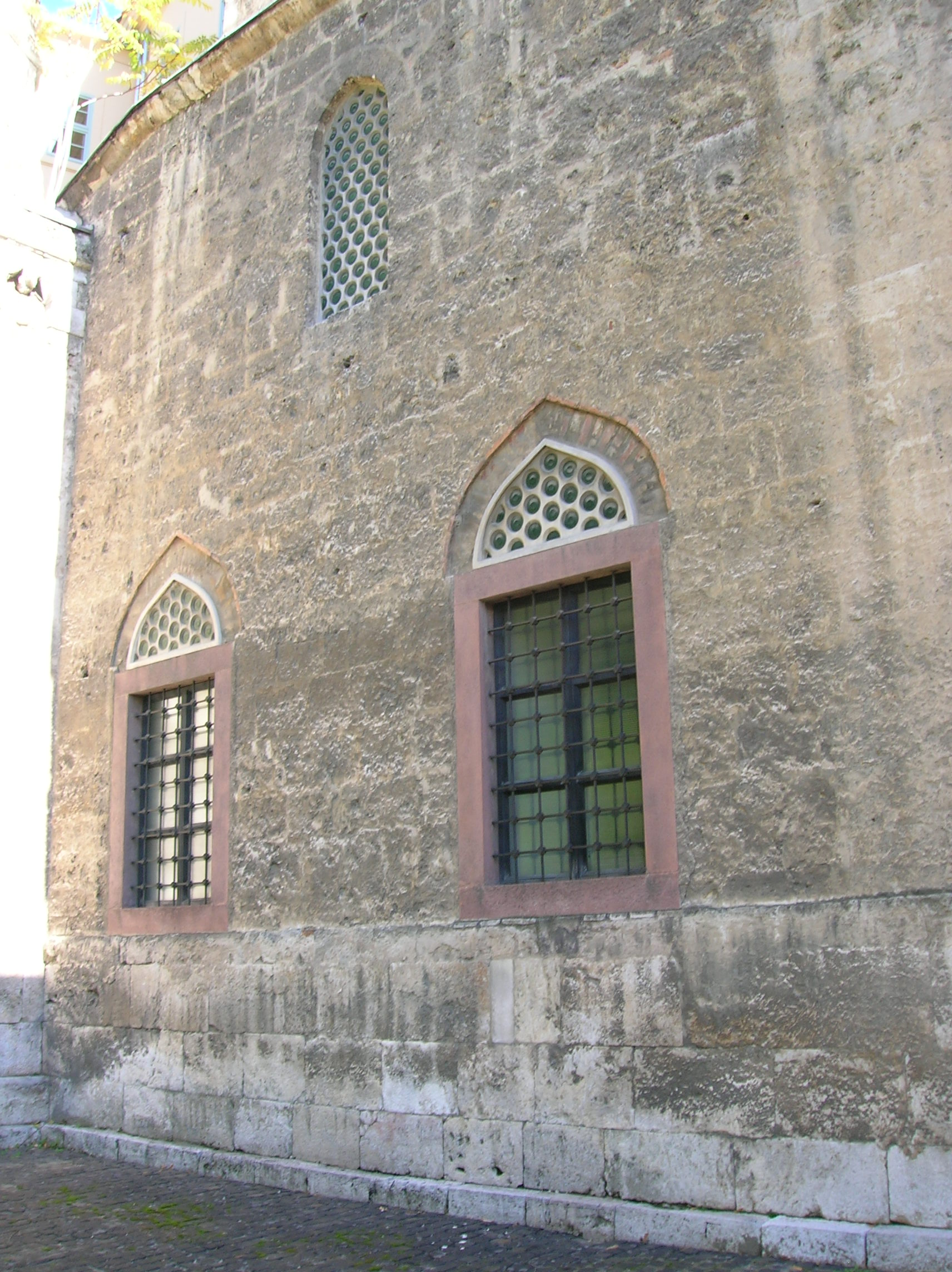
Стена мечети с окнами